# Мамути
Мамути (рос. Мамуты) — присілок Велізького району Смоленської області Росії. Входить до складу Будницького сільського поселення.
Населення — 1 особа (2007 рік). 